# Copa América 2004
Die Copa América 2004 war die 41. Ausspielung der südamerikanischen Kontinentalmeisterschaft im Fußball und fand vom 6. bis 25. Juli zum sechsten Mal nach 1957 in Peru statt. Wie seit dem Turnier 1993 nahmen wieder zwei nicht südamerikanische Gastmannschaften teil. Neben „Dauergast“ Mexiko, das bereits zum sechsten Mal teilnahm, war es diesmal wieder Costa Rica mit seiner dritten Teilnahme nach 1997 und 2001.
Am Austragungsmodus änderte sich nichts. Gespielt wurde in einer Kombination aus Gruppenphase und anschließender K.-o.-Runde. Die Gruppenphase wurde in drei Gruppen zu je vier Mannschaften gespielt. Das Viertelfinale erreichten die beiden besten Mannschaften jeder Gruppe sowie die zwei besten Drittplatzierten. Bei Punktgleichheit entschied das Torverhältnis. In der Finalrunde gab es bei unentschiedenen Spielstand nach 90 Minuten keine Verlängerung, sondern gleich ein Elfmeterschießen. Die Spiele der Gruppenphase wurden, wie schon mehrfach in der Vergangenheit, im Rahmen von Doppelveranstaltungen jeweils an einem Tag im gleichen Stadion ausgetragen.
Weltmeister Brasilien gewann seinen siebenten Titel bei der Copa América letztlich etwas glücklich, da man sowohl im Halbfinale gegen Uruguay und im Finale gegen den Erzrivalen ein Elfmeterschießen benötigte. Die Seleção war als Weltmeister bereits für den FIFA-Konföderationen-Pokal 2005 qualifiziert, daher nahm Finalist Argentinien als Vertreter Südamerikas am Turnier in Deutschland teil.

## Teilnehmer
| Gruppe A  | Gruppe B    | Gruppe C   |
| --------- | ----------- | ---------- |
| Bolivien  | Argentinien | Brasilien  |
| Kolumbien | Ecuador     | Chile      |
| Peru      | Mexiko      | Costa Rica |
| Venezuela | Uruguay     | Paraguay   |

## Spielorte
| Lima |

| Arequipa |

| Chiclayo |

| Cusco |

| Piura |

| Tacna |

| Trujillo |

| Lima |

| Arequipa |

| Chiclayo |

| Cusco |

| Piura |

| Tacna |

| Trujillo |

## Gruppenphase
Jeweils Ortszeit (UTC−5 / +7 Stunden = Mitteleuropäische Sommerzeit).

### Gruppe A
| Pl. | Land      | Sp. | S | U | N | Tore    | Diff. | Punkte |
| --- | --------- | --- | - | - | - | ------- | ----- | ------ |
| 1.  | Kolumbien | 3   | 2 | 1 | 0 | 004:200 | +2    | 07     |
| 2.  | Peru      | 3   | 1 | 2 | 0 | 007:500 | +2    | 05     |
| 3.  | Bolivien  | 3   | 0 | 2 | 1 | 003:400 | −1    | 02     |
| 4.  | Venezuela | 3   | 0 | 1 | 2 | 002:500 | −3    | 01     |

|                                                            |   |           |           |
| 6. Juli 2004 um 17:30 Uhr* in Lima (Estadio Nacional)      |   |           |           |
| Kolumbien                                                  | – | Venezuela | 1:0 (1:0) |
| 6. Juli 2004 um 19:45 Uhr* in Lima (Estadio Nacional)      |   |           |           |
| Peru                                                       | – | Bolivien  | 2:2 (0:1) |
| 9. Juli 2004 um 17:30 Uhr* in Lima (Estadio Nacional)      |   |           |           |
| Kolumbien                                                  | – | Bolivien  | 1:0 (0:0) |
| 9. Juli 2004 um 19:45 Uhr* in Lima (Estadio Nacional)      |   |           |           |
| Peru                                                       | – | Venezuela | 3:1 (1:0) |
| 12. Juli 2004 um 17:30 Uhr* in Trujillo (Estadio Mansiche) |   |           |           |
| Venezuela                                                  | – | Bolivien  | 1:1 (1:1) |
| 12. Juli 2004 um 19:45 Uhr* in Trujillo (Estadio Mansiche) |   |           |           |
| Peru                                                       | – | Kolumbien | 2:2 (0:1) |

### Gruppe B
| Pl. | Land        | Sp. | S | U | N | Tore    | Diff. | Punkte |
| --- | ----------- | --- | - | - | - | ------- | ----- | ------ |
| 1.  | Mexiko      | 3   | 2 | 1 | 0 | 005:300 | +2    | 07     |
| 2.  | Argentinien | 3   | 2 | 0 | 1 | 010:400 | +6    | 06     |
| 3.  | Uruguay     | 3   | 1 | 1 | 1 | 006:700 | −1    | 04     |
| 4.  | Ecuador     | 3   | 0 | 0 | 3 | 003:100 | −7    | 0      |

|                                                                 |   |         |           |
| 7. Juli 2004 um 17:30 Uhr* in Chiclayo (Estadio Elias Aguirre)  |   |         |           |
| Uruguay                                                         | – | Mexiko  | 2:2 (1:1) |
| 7. Juli 2004 um 19:45 Uhr* in Chiclayo (Estadio Elias Aguirre)  |   |         |           |
| Argentinien                                                     | – | Ecuador | 6:1 (1:0) |
| 10. Juli 2004 um 17:30 Uhr* in Chiclayo (Estadio Elias Aguirre) |   |         |           |
| Uruguay                                                         | – | Ecuador | 2:1 (0:0) |
| 10. Juli 2004 um 19:45 Uhr* in Chiclayo (Estadio Elias Aguirre) |   |         |           |
| Argentinien                                                     | – | Mexiko  | 0:1 (0:1) |
| 13. Juli 2004 um 17:30 Uhr* in Piura (Estadio Miguel Grau)      |   |         |           |
| Mexiko                                                          | – | Ecuador | 2:1 (2:0) |
| 13. Juli 2004 um 19:45 Uhr* in Piura (Estadio Miguel Grau)      |   |         |           |
| Argentinien                                                     | – | Uruguay | 4:2 (2:2) |

### Gruppe C
| Pl. | Land       | Sp. | S | U | N | Tore    | Diff. | Punkte |
| --- | ---------- | --- | - | - | - | ------- | ----- | ------ |
| 1.  | Paraguay   | 3   | 2 | 1 | 0 | 004:200 | +2    | 07     |
| 2.  | Brasilien  | 3   | 2 | 0 | 1 | 006:300 | +3    | 06     |
| 3.  | Costa Rica | 3   | 1 | 0 | 2 | 003:600 | −3    | 03     |
| 4.  | Chile      | 3   | 0 | 1 | 2 | 002:400 | −2    | 01     |

|                                                                         |   |            |           |
| 8. Juli 2004 um 17:30 Uhr* in Arequipa (Estadio Monumental de la UNSA)  |   |            |           |
| Paraguay                                                                | – | Costa Rica | 1:0 (0:0) |
| 8. Juli 2004 um 19:45 Uhr* in Arequipa (Estadio Monumental de la UNSA)  |   |            |           |
| Brasilien                                                               | – | Chile      | 1:0 (0:0) |
| 11. Juli 2004 um 15:00 Uhr* in Arequipa (Estadio Monumental de la UNSA) |   |            |           |
| Brasilien                                                               | – | Costa Rica | 4:1 (1:0) |
| 11. Juli 2004 um 17:15 Uhr* in Arequipa (Estadio Monumental de la UNSA) |   |            |           |
| Paraguay                                                                | – | Chile      | 1:1 (0:0) |
| 14. Juli 2004 um 17:30 Uhr* in Tacna (Estadio Jorge Basadre)            |   |            |           |
| Costa Rica                                                              | – | Chile      | 2:1 (0:1) |
| 14. Juli 2004 um 19:45 Uhr* in Arequipa (Estadio Monumental de la UNSA) |   |            |           |
| Brasilien                                                               | – | Paraguay   | 1:2 (1:1) |

### Drittplatzierte
Neben den jeweiligen Gruppenersten und -zweiten erreichten die zwei besten Drittplatzierten das Viertelfinale.
| Pl. | Land           | Sp. | S | U | N | Tore    | Diff. | Punkte |
| --- | -------------- | --- | - | - | - | ------- | ----- | ------ |
| 1.  | Uruguay (B)    | 3   | 1 | 1 | 1 | 006:700 | −1    | 04     |
| 2.  | Costa Rica (C) | 3   | 1 | 0 | 2 | 003:600 | −3    | 03     |
| 3.  | Bolivien (A)   | 3   | 0 | 2 | 1 | 003:400 | −1    | 02     |

## Finalrunde
Jeweils Ortszeit (UTC−5 / +7 Stunden = Mitteleuropäische Sommerzeit).

### Viertelfinale
|                                                              |   |             |           |
| 17. Juli 2004 um 17:00 Uhr* in Chiclayo (Elias Aguirre)      |   |             |           |
| Peru                                                         | – | Argentinien | 0:1 (0:0) |
| 17. Juli 2004 um 19:45 Uhr* in Trujillo (Estadio Mansiche)   |   |             |           |
| Kolumbien                                                    | – | Costa Rica  | 2:0 (2:0) |
| 18. Juli 2004 um 15:00 Uhr* in Tacna (Estadio Jorge Basadre) |   |             |           |
| Paraguay                                                     | – | Uruguay     | 1:3 (1:1) |
| 18. Juli 2004 um 20:00 Uhr* in Piura (Estadio Miguel Grau)   |   |             |           |
| Mexiko                                                       | – | Brasilien   | 0:4 (0:1) |

### Halbfinale
|                                                        |   |           |                      |
| 20. Juli 2004 um 19:45 Uhr* in Lima (Estadio Nacional) |   |           |                      |
| Argentinien                                            | – | Kolumbien | 3:0 (1:0)            |
| 21. Juli 2004 um 19:45 Uhr* in Lima (Estadio Nacional) |   |           |                      |
| Uruguay                                                | – | Brasilien | 1:1 (1:0), 3:5 i. E. |

Es kam somit zum Traumfinale zwischen dem zweimaligen Weltmeister Argentinien und dem fünfmaligen und amtierenden Weltmeister Brasilien. Die Mannschaften hatten noch nie in einem gemeinsamen Finale der Copa América gestanden, lediglich 1937 hatte es nach der im Ligasystem durchgeführten Meisterschaft ein Play-off-Spiel zwischen beiden um den Titel gegeben, das Argentinien mit 2:0 n. V. gewinnen konnte. Argentinien, das ebenso wie Uruguay schon 14 Mal die Copa América gewonnen hatte, hatte nun die Chance mit 15 Siegen alleiniger Rekordsieger der Copa América zu werden.

### Spiel um Platz 3
|                                                                     |   |         |           |
| 24. Juli 2004 um 19:45 Uhr* in Cuzco (Estadio Garcilaso de la Vega) |   |         |           |
| Kolumbien                                                           | – | Uruguay | 1:2 (0:1) |

### Finale
|                                                        |   |           |                      |
| 25. Juli 2004 um 15:00 Uhr* in Lima (Estadio Nacional) |   |           |                      |
| Argentinien                                            | – | Brasilien | 2:2 (1:1), 2:4 i. E. |

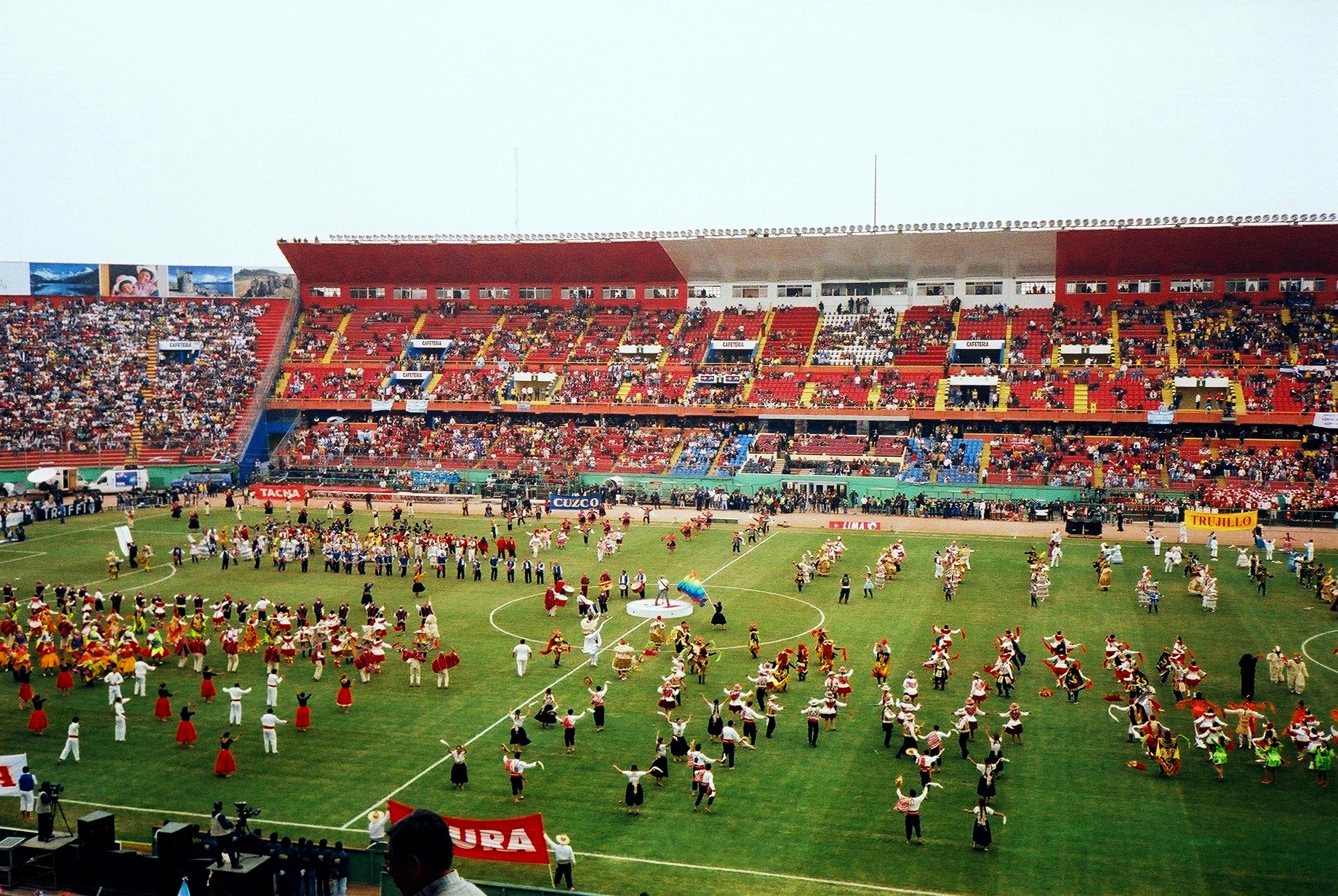
Zeremonie vor Anpfiff des Finales

Argentinien ging im Endspiel in der 21. Minute durch einen Elfmeter von Cristian „Kily“ González in Führung. Brasilien konnte in der Nachspielzeit der ersten Halbzeit durch ein Kopfballtor von Adriano ausgleichen. Gegen Ende der zweiten Halbzeit wähnte sich Argentinien mit einem Tor des Stürmers César Delgado in der 87. Minute schon als Sieger der Copa América. Die Freude währte allerdings nicht lange, denn Brasilien konnte in der Nachspielzeit der zweiten Halbzeit in letzter Minute mit einem Tor von Adriano den glücklichen Ausgleich erzielen und so wurde das Endspiel im Elfmeterschießen entschieden. Im Elfmeterschießen verschossen zwei der argentinischen Schützen und somit konnte Brasilien, das ohne Fehlschluss blieb, mit 4:2 das Finale um die Copa América 2004 für sich entscheiden.

## Beste Torschützen
| Rang | Spieler              | Tore |
| ---- | -------------------- | ---- |
| 1    | Adriano              | 7    |
| 2    | Kily González        | 3    |
|      | Javier Saviola       | 3    |
|      | Carlos Bueno         | 3    |
| 5    | Abel Enrique Aguilar | 2    |
|      | Agustín Delgado      | 2    |
|      | Fabián Estoyanoff    | 2    |
|      | Luís Fabiano         | 2    |
|      | Luciano Figueroa     | 2    |
|      | Luis González        | 2    |
|      | Tressor Moreno       | 2    |
|      | Vicente Sánchez      | 2    |
|      | Darío Silva          | 2    |
|      | Nolberto Solano      | 2    |
|      | Carlos Tévez         | 2    |

## Team des Turniers
| Torhüter    | Verteidiger                                       | Mittelfeld                            | Stürmer              |
| ----------- | ------------------------------------------------- | ------------------------------------- | -------------------- |
| Júlio César | Javier Zanetti Roberto Ayala Juan Darío Rodríguez | Luis González Pável Pardo Renato Alex | Carlos Tévez Adriano |